# アイ・アム・ゴースト
アイ・アム・ゴースト（I Am Ghost）は、2004年にアメリカ合衆国のカリフォルニア州ロングビーチでスティーブン・ジュリアーノによって結成されたポスト・ハードコア・バンド。

## 略歴
2004年、シンガーでありグラフィックアーティストでもあるスティーブン・ジュリアーノがMySpaceを使ってメンバーを募集。スティーブン・ジュリアーノ（ボーカル）、ティモテオ・ロサレス3世（リードギター）、ゲイブ・イラヘタ（リズムギター）、ケリス・テレスタイ（バイオリン／ボーカル）、ブライアン・テレスタイ（ベース／キーボード／ボーカル）、ビクター・エンジェル・カマレナ（ドラム）の6人でアイ・アム・ゴーストが結成されるが、方向性の相違によりビクターが脱退。替わってライアン・シーマン（ドラム）が加入する。その後、6曲入りデモEPを無料配布。2005年10月25日にはエピタフ・レコードよりデビューEPとなる『ウィー・アー・オールウェイズ・サーチング』をリリース。
2006年10月10日、ファーストフルアルバム『ラヴァーズ・レクイエム』をリリース。コンセプトは「天使と悪魔、天国と地獄、善と悪のラブストーリー」。同年から2007年にかけて、ビッフィ・クライロやザ・オーディション、ザ・ブロンクスらとのツアー、ワープド・ツアーなど、世界各地をツアーで回る。
2007年6月29日、バイオリニストのケリス・テレスタイが健康上の理由で脱退することが発表される。その数日後、ケリスの夫であるベーシストのブライアン・テレスタイが脱退することが発表され、後任にロン・フィカーロを迎える。
2008年1月、ドラマーのライアン・シーマンが脱退。後任にジャスティン・マッカーシーを迎える。5月、ギタリストのゲイブ・イラヘタが脱退。後任にチャド・クレンゴスキーを迎える。10月7日、セカンドフルアルバム『ゾーズ・ウィ・リーヴ・ビハインド』をリリース。
2009年、ライブアルバム『ライヴ・イン・オレンジ・カントリー』をリリース。
2010年7月17日、ボーカルのスティーブン・ジュリアーノの脱退およびアイ・アム・ゴーストとしての活動終了を発表。
2016年10月22日に再結成公演が行われた。

## メンバー
最終メンバー
- スティーブン・ジュリアーノ（Steven Juliano） – リード・ボーカル、シンセサイザー、ピアノ、キーボード、プログラミング（2004年 - 2010年、2016年）
- ティモテオ・ロサレス3世（Timoteo Rosales III） – リードギター（2004年 - 2010年、2016年）
- ロン・フィカーロ（Ron Ficarro） – ベース、ボーカル（2007年 - 2010年、2016年）
- ジャスティン・マッカーシー（Justin McCarthy） – ドラム、パーカッション（2007年 - 2010年、2016年）
- チャド・クレンゴスキー（Chad Kulengosky） – リズムギター、ボーカル（2007年 - 2010年、2016年）

旧メンバー
- ブライアン・テレスタイ（Brian Telestai） – ベース、ギター、パーカッション、キーボード、ピアノ、プログラミング、シンセサイザー、ボーカル、作曲（ストリングス & オーケストラ）（2004年 - 2007年）
- ケリス・テレスタイ（Kerith Telestai） – ボーカル、ヴァイオリン、作曲（ストリングス & オーケストラ）（2004年 - 2007年）
- ビクター・エンジェル・カマレナ（Victor Angel Camarena） – ドラム（2004年 - 2005年）
- ゲイブ・イラヘタ（Gabe Iraheta） – リズムギター、打ち込み（2004年 - 2007年）
- ライアン・シーマン（Ryan Seaman） – ドラム（2005年 - 2007年）

## ディスコグラフィー
スタジオ・アルバム
- 『ラヴァーズ・レクイエム』 – Lovers' Requiem（2006年）
- 『ゾーズ・ウィ・リーヴ・ビハインド』 – Those We Leave Behind（2008年）

EP
- 『ウィー・アー・オールウェイズ・サーチング』 – We Are Always Searching（2005年）

ライブ・アルバム
- Live in Orange County（2009年）